# Walenty Bonk
Walenty Bonk (ur. 13 lutego 1879 w Poznaniu, zm. 1 października 1961 w Nowym Jorku), znany również jako Valentine J. Bonk oraz Val Bonk, a pierwotnie Walenty Bąk – polski kompozytor i organista, działający na emigracji w Stanach Zjednoczonych, szczególnie znany z tworzenia muzyki liturgicznej i wkładu w życie muzyczne polonijnych społeczności.

## Życiorys
Walenty Bonk urodził się w Poznaniu, gdzie jego ojciec był organistą kościelnym. Po ukończeniu nauki w czwartej klasie szkoły podstawowej w Rawiczu, w obliczu ograniczonych możliwości w zaborze pruskim, emigrował do USA w 1900 roku. W Ameryce kontynuował pasję organisty oraz pedagoga muzycznego, początkowo w Reading w stanie Pensylwania. W 1906 roku został organistą w parafii św. Stanisława Kostki i pełnił tę rolę do 1911 roku.
W kwietniu 1907 poślubił, ówcześnie 16-letnią, Elizabeth A. Lowicką.
Po przeprowadzce na Long Island w Nowym Jorku w 1933 roku, pełnił funkcję organisty w kilku kościołach, w tym w parafii św. Kazimierza w Yonkers, parafii Matki Boskiej Częstochowskiej i św. Kazimierza na Brooklynie, oraz parafii św. Jadwigi w Floral Park.
Bonk był członkiem St. Hedwig Assosiation, Związku Narodowego Polski oraz generalnym dyrektorem Polish Singing Societies of New York. W 1955 roku otrzymał błogosławieństwo papieskie od papieża Piusa XII z okazji 55-lecia pracy organmistrzowskiej i kompozytorskiej.
Jego syn Jerome i córka Angela również podjęli ścieżkę kariery organistów.
Zmarł 1 października 1961, a jego grób znajduje się na cmentarzu Cemetery of the Holy Rood w Westbury (Nowy Jork).

## Twórczość
Bonk był twórcą przede wszystkim muzyki mszalnej i liturgicznej, służącej polskim imigrantom w USA. Prowadząc Jordan Music Publishing Co. w Floral Park, skomponował i opublikował liczne dzieła, które były szeroko wykonywane i drukowane na obszarze Stanów Zjednoczonych, Kanady i Europy.
Wśród znanych utworów z jego dorobku znajdują się:

### Muzyka świecka
- Autumn Revery, Op.23[7]
- Colonial Guard March[8]
- Ja kocham cię[9]
- Prof's birthday; a musical comedy playlet in 3 scenes[10]
- Two-Step[11]

### Muzyka liturgiczna
- Msza w Es-dur - której nuty zostały wydrukowane ponad 15,000 razy i była wykonywana w przeszło dziesięciu tysiącach kościołów katolickich w Ameryce[1].
- Msza Jubileuszowa w D-dur
- Msza ku czci Matki Franciszki Cabrini
- Msza ku czci Najświętszej Maryi Panny
- Msza ku czci św. Andrzeja Boboli
- Msza ku czci św. Stanisława
- Msza na Niedzielę Palmową
- Msza za Zmarłych

W sumie skomponował 382 utwory muzyczne, w tym ofertoria, hymny, nieszpory, a także utwory świeckie takie jak walce i tanga. Muzyka Bonka, opublikowana głównie w języku polskim, odgrywała ważną rolę w życiu religijnym polonijnych społeczności katolickich, odzwierciedlając ich potrzeby duchowe i kulturowe.

## Wybrane nagrania
- 1906: Colonial Guard March – Edison Records, kat. 9441
- 1917: Ja kocham cie (I Love You) – wykonawca Piotr Wizła, wytwórnia Victor, kat. 72398-B mx: 72398B
- 2022: Jubilee Mass in D